# Южная Корсика
Южная Корсика (фр. Corse-du-Sud "Корс-дю-Суд", корс. Corsica suttana) — департамент Франции, один из двух департаментов региона Корсика. Порядковый номер — 2A. Административный центр — Аяччо. Население — 145 998 человек (98-е место среди департаментов, данные 2010 г.).

## География
Площадь территории — 4014 км². Департамент с трех сторон омывается водами Средиземного моря, на северо-востоке граничит с департаментом Верхняя Корсика.

## История
Департамент Южная Корсика был образован 15 сентября 1976 года по закону от 15 мая 1975 года в границах, соответствующих историческому региону Лиамон, который существовал с 1793 по 1811 год. По проекту в департаменте было 2 округа с центрами в городах Аяччо и Сартен, 20 кантонов и 124 коммуны. Первым префектом стал Жан-Поль де Рокка-Серра. В 1982 году количество кантонов увеличилось до 22, в связи с созданием кантонов Аяччо-6 и Аяччо-7. 

## Административно-территориальное деление
По состоянию на 2015 год территория Южной Корсики была разделена на 2 округа (Сартен и Аяччо), 11 кантонов и 124 коммуны. До вступления в силу декрета от 18 февраля 2014 в департаменте было 22 кантона, каждый из которых входил полностью в один из округов департамента. После реформы кантон Аяччо-3 является наиболее населённым в департаменте (16 253 человек), в то время как кантон Севи-Сорру-Чинарка — наименее (7511 человек)
Округа:
- Сартен (Sartène) — 44 коммуны. Площадь округа — 1819 км², население — 38 643 (2011 год). Находится на юге департамента.
- Аяччо (Ajaccio) — 80 коммуны. Площадь округа — 2195 км², население — 107 203 (2011 год). Находится на севере департамента.